# Epanastrofa
Epanastrofa (z řeckého epanastrofé – obrácení) nebo také palilogie (z řeckého palillogiá – opakování řečeného) je básnická figura, která je založena na opakování stejného slova či slovních spojení na konci jednoho a na začátku následujícího verše. Používá se rovněž v rétorice.

## Příklad
„Střela ta se zaryla v bílá ňadra,
v bílá ňadra prvního Tatařína.“
(F. L. Čelakovský)